# Willy Morales Madariaga
Williams 'Willy' Morales Madariaga es un activista, dirigente, lonko y cocinero huilliche, conocido por su trabajo en torno a la vida de las personas indígenas viviendo con VIH/sida. Es director nacional de la Red Nacional de Pueblos Originarios (RENPO) y presidente y lonko de Kelwo-Chiloé, comunidad huilliche reconocida por el Consejo General de Caciques de Chiloé. Ha participado de campañas de concientización de VIH/sida junto a ONUSIDA.

## Biografía
Willy Morales adquirió el virus del VIH en 1986, cuando tenía 15 años. Después de un año comenzó a sentir los primeros síntomas del virus, y al año siguiente fue derivado a un hospital donde supo que era seropositivo, y dónde le dieron dos años más de vida. «Cuando el doctor me dijo que el resultado era positivo pensé que era algo bueno», dijo a The Clinic en 2008. 
A los 18, se fue a vivir a Santiago, donde se transformó en testigo presencial de la dura historia del sida en Chile. Participó en las primeras marchas de protesta en por el trato del Estado de Chile hacia las personas con VIH/sida, incluso participando de encadenamientos a la Corte Suprema de Chile.
El 6 de mayo de 2016, mientras participaba de una protesta en Santiago en apoyo al mayo chilote, Morales y manifestantes fueron reprimidos por las Fuerzas Especiales de Carabineros. La imagen del lonko en silla de ruedas deteniendo el paso de un carro lanza gases se viralizó.
En 2018, Morales acusó a Carlos Beltrán, médico y asesor del Ministerio de Salud, de realizar una terapia experimental con él. Posteriormente, Morales acusó a Beltrán de divulgar información personal en relación con su estado de salud en un correo masivo enviado a diferentes organizaciones de la sociedad civil.

## Vida personal
Está casado con Nancy Cárdenas Levicoy.